# Nelson do Carmo
Nelson do Carmo (São José do Rio Preto, 24 de dezembro de 1931 - Sorocaba, 26 de fevereiro de 2020) foi um empresário e político brasileiro.

## Biografia

### Primeiros anos e vida empresarial
Filho de Joaquim do Carmo e Sebastiana Silva do Carmo, Nelson do Carmo, nasceu no município de São José do Rio Preto, município no interior do estado de São Paulo, no ano de 1931. Na década de 1950, mudou-se para a cidade de Sorocaba, também no interior do estado de São Paulo.
No ano inaugural da Ditadura militar brasileira, Nelson abriu um armazém em Sorocaba. Posteriormente, houve um crescimento considerável de seus negócios e o armazém tornou-se uma rede de supermercados, chamada Ven-Ka, abrindo lojas em cidades próximas como Campinas, Votorantim e Itu.

### Política
No ano de 1982, filiou-se ao Partido Trabalhista Brasileiro (PTB) e foi candidato ao cargo de Deputado Federal de São Paulo, sendo eleito com 44.063 votos. Durante seu mandato, presidiu a Comissão de Defesa do Consumidor e foi membro da Comissão de Minas e Energia. Entre votações importantes, votou de maneira favorável à Emenda Dante de Oliveira, lei que previa o retorno das eleições diretas para Presidente no Brasil.
No ano de 1987, desfiliou-se do PTB, migrando para o Partido Democrático Social (PDS), optando por não disputar à reeleição ao cargo. No ano de 1990, filiou-se ao Partido da Reconstrução Nacional (PRN), partido do então Presidente Fernando Collor de Mello, visando concorrer novamente ao cargo de Deputado Federal. Apesar da votação em 1982, sua votação não foi exitosa, obtendo apenas a suplência do pleito.

### Posteriormente
Após o pleito de 1990, desvinculou-se da vida partidária e retomou suas atividades empresariais. No ano de 1994, vendeu sua rede de supermercados, a Ven-Ka. Apesar de sua saída da política, manteve-se na vida social e filantrópica de Sorocaba.

## Vida pessoal
Nelson foi casado com Rute Elias Tambelli do Carmo, com quem teve três filhos.

## Morte
Carmo morreu aos oitenta e oito anos, e a causa da sua morte não foi divulgada. O velório foi realizado na Câmara Municipal de Sorocaba. Seu corpo foi sepultado no Jardim Cemitério PAX, também em Sorocaba.